# Hymenochaete
Гіменохете (Hymenochaete) — рід грибів родини Hymenochaetaceae. Назва вперше опублікована 1846 року.
В Україні зустрічається Гіменохете червоно-бура (Hymenochaete rubiginosa) та Гіменохете темно-бура (Hymenochaete fuliginosa).

## Галерея

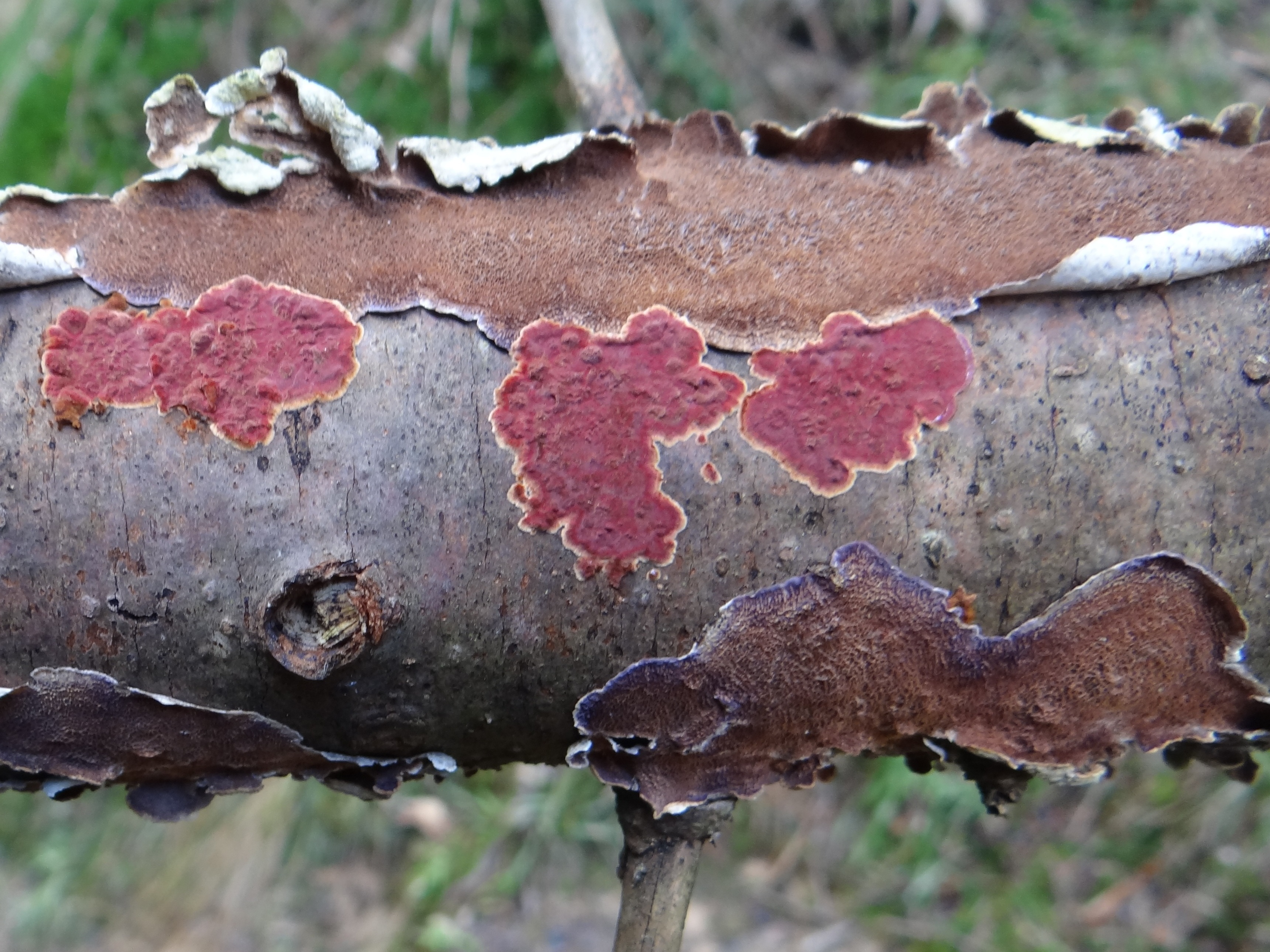
Hymenochaete cruenta
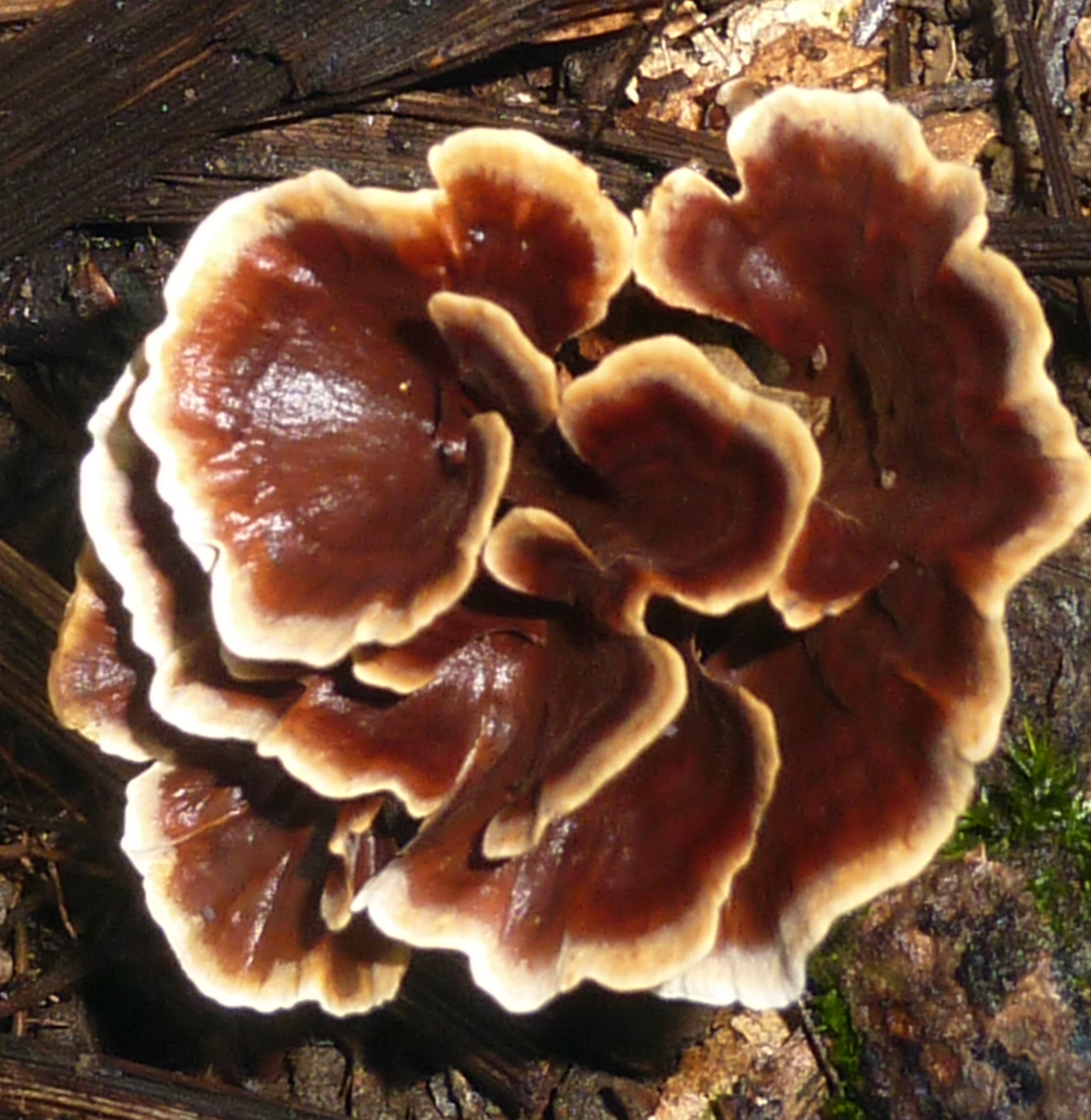
Hymenochaete damicornis
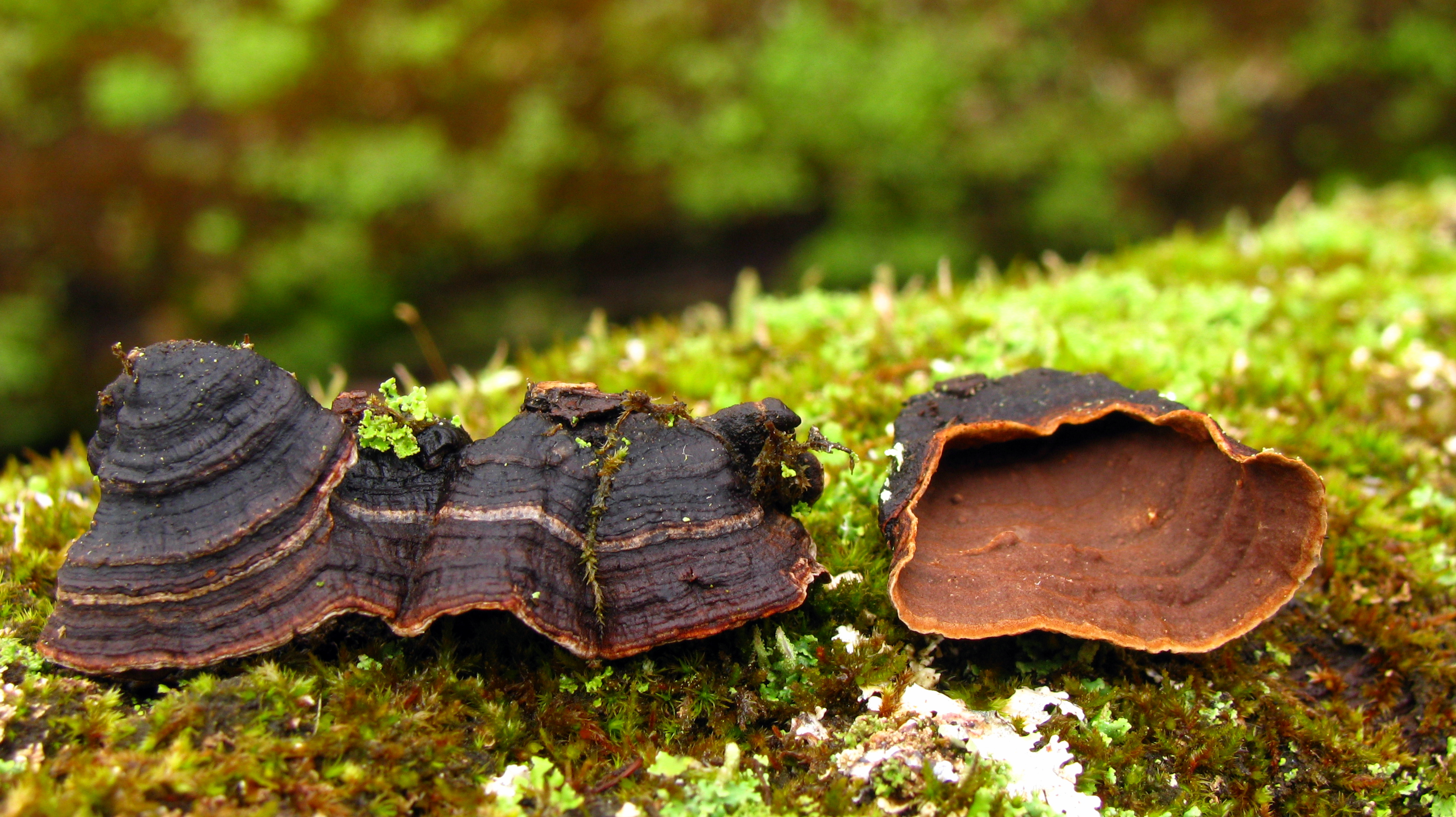
Hymenochaete rubiginosa